# Manuel Espino
Manuel Espino Barrientos, född 29 november 1959 i Durango, är en mexikansk politiker. Han var president över Nationella aktionspartiet (PAN) i Mexiko mellan 2005 och 2007. Den 11 november 2006 valdes han som president i Christian Democratic Organization of America.